# Naerdenerbaach
Le Naerdenerbaach ou ruisseau de Noerdange, Näerdenerbaach en luxembourgeois, est un ruisseau du Luxembourg, affluent en rive droite de la Pall qui fait partie du bassin versant du Rhin. Il prend naissance sur le territoire de la commune de Beckerich. Il porte son nom après la confluence des ruisseaux Mollbaach et Millebaach en aval de Huttange. Il se jette dans la Pall à hauteur de Niederpallen.